# リトアニア海軍艦艇一覧
リトアニア海軍艦艇一覧は、リトアニア共和国海軍が過去保有した、または現在保有する、または将来保有する予定の、未完成・計画中止を含めた歴代艦艇一覧である。
凡例

## 現有勢力（2024年現在）
- 国防予算：15億8,000万ドル[1]
- 海軍人員：600名[1]
- 艦船隻数：9隻（排水量20t以上）[1]

哨戒艇×4
掃海艇×2
掃海指揮艦×1
救難艦×1
測量艇×1
- コースト・ガード：船艇4隻[1]

## 艦艇一覧（近代海軍）

### 機雷戦艦艇

#### 掃海艦艇
掃海艇
- プレジデンタス・スメトナ (掃海艇)

### 補助艦艇

#### その他
曳船
- ダメン ASD 3010 ICE型[2]

Lokys（H 240）